# Szachy atomowe

Nxg7 powoduje „eksplozję”, wskutek której z szachownicy zdejmowane są zarówno skoczek jak i zbity pionek oraz dodatkowo przylegająca wieża i goniec. Otaczające pionki zostają nietknięte

Szachy atomowe (ang. atomic chess) – wariant szachów nieortodoksyjnych. Opracowane przez Nassuha bey Tehera.
Zasady są podobne do szachów zwykłych z kilkoma wyjątkami:
- W wyniku bicia z szachownicy zdejmowane są obie figury (bita i bijąca). Ponadto jeśli na otaczających ośmiu polach znajdują się figury inne niż piony, również są zdejmowane z szachownicy.
- Dla bicia w przelocie (en passant) jako miejsce bicia przyjmuje się pole, gdzie bijący pionek kończy ruch (a więc 3 lub 6 linia).
- Nie rozpoznaje się pojęć „szach” i „szach mat”. Co za tym idzie, można wykonać roszadę szachowanym królem, jak i roszadę przez pole szachowane.
- Warunkiem zwycięstwa jest zbicie z planszy króla przeciwnika.
- Ruch, w którym niszczy się własnego króla, jest niedozwolony.